# Vytautas Steponas Vaičiūnas
Vytautas Steponas Vaičiūnas OFS (* 7. März 1944 in Šiauliai) ist ein litauischer katholischer Priester und Theologe, Professor.

## Leben
Nach dem Abitur an der Mittelschule in Sowjetlitauen absolvierte Steponas Vaičiūnas von 1966 bis 1971 das Studium am Priesterseminar Kaunas, lehrte am Seminar und war von 1979 bis 1988 Vizerektor. 1982 absolvierte er das Lizentiatstudium der Theologie. Ab 1990 lehrte er als Lektor, ab 1993 als Dozent und ab 2008 als Professor an der Fakultät für Katholische Theologie der Vytautas-Magnus-Universität (VDU) in Kaunas. Von 1993 bis 2006 war er Dekan und 2012 Leiter des Lehrstuhls für Kirchenrecht der Fakultät. 
1995 promovierte Vytautas Steponas Vaičiūnas und 2008 habilitierte in Theologie. 
Von 1990 bis 1998 leitete er als Direktor die höhere Katechetenschule Kaunas. 
2004 wurde er Prälat. Von 1974 bis 1991 arbeitete er als Notar und ab  1991 als Richter im Offizialat von Erzbistum Kaunas.

## Quelle
- CV

| Personendaten    | Personendaten                     |
| ---------------- | --------------------------------- |
| NAME             | Vaičiūnas, Vytautas Steponas      |
| KURZBESCHREIBUNG | litauischer katholischer Priester |
| GEBURTSDATUM     | 7. März 1944                      |
| GEBURTSORT       | Šiauliai                          |